# Artur Schroeder
Artur Schroeder lub Schröder (ur. 13 kwietnia 1881 w Przemyślu, zm. 16 kwietnia 1934 w Krakowie) – prozaik, poeta, publicysta, krytyk literacki, teatralny i artystyczny, tłumacz.

## Życiorys
Po ukończeniu gimnazjum w Rzeszowie studiował na Uniwersytecie Jagiellońskim polonistykę, germanistykę i filozofię, a następnie w Wiedniu, Berlinie (filozofię i estetykę) oraz Dreźnie, Lipsku i Monachium (historię sztuki). Od 1907 pracował krótko jako nauczyciel we Lwowie, potem poświęcił się działalności literackiej i krytycznej. Po zajęciu Lwowa przez Rosjan został internowany, a następnie wstąpił do POW, w listopadzie 1918 był ochotnikiem podczas obrony Lwowa. W czasie wojny z bolszewikami walczył w szeregach Detachement rtm. Abrahama. W sierpniu 1920 został ciężko ranny pod Zadwórzem (w płuca i w nogę, po czym przewieziony do szpitala we Lwowie). Służbę wojskową zakończył w stopniu podporucznika 14 pułku Ułanów Jazłowieckich.

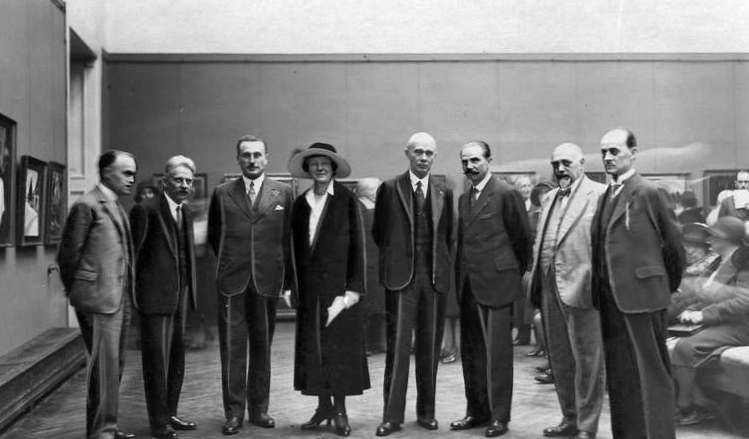
Otwarcie wystawy prac malarskich Andrzeja Olesia w Pałacu Sztuki w Krakowie. Widoczni od lewej: sekretarz Towarzystwa Przyjaciół Sztuk Pięknych w Krakowie Artur Schroeder, artysta malarz Andrzej Oleś, wicewojewoda krakowski Mieczysław Bilek, pani Kwaśniewska, wojewoda krakowski Mikołaj Kwaśniewski, prezydent Krakowa Władysław Belina-Prażmowski, wiceprezydent Krakowa Witold Ostrowski, wiceprezydent Krakowa Stanisław Klimecki

Debiutował w 1903 wierszami w „Biesiadzie Literackiej” oraz „Słowie Polskim”. Za jego najważniejsze dzieła uważa się powieść W latarni (1933) oraz zbiór opowiadań Orlęta (1919), przełożony na 13 języków, w tym na język francuski (1930) i szwedzki (1934), wznowiony w drugim obiegu (1988).
W sezonach 1921/1922–1924/1925 był sekretarzem i kierownikiem literackim Teatrów Miejskich we Lwowie (w 1922 wyreżyserował Klątwę na scenie Teatru Wielkiego).
W 1927 przeniósł się do Krakowa, gdzie objął stanowisko sekretarza Towarzystwa Przyjaciół Sztuk Pięknych. Publikował m.in. w dzienniku „Czas” oraz „Ilustrowanym Kurierze Codziennym”. Współpracował ponadto z miejscową rozgłośnią Polskiego Radia. W 1934 padł ofiarą bezwzględnej walki prowadzonej w TPSP – został niesłusznie oskarżony przez Adolfa Szyszko-Bohusza (ówczesnego prezesa Związku Artystów Plastyków) o finansowe nadużycia i odebrał sobie życie. Sądownie przeprowadzone badanie ksiąg TPSP nie wykazało żadnych malwersacji. 
Jako radny Krakowa został pochowany na koszt miasta na cmentarzu parafialnym w podkrakowskiej Luborzycy. W pogrzebie udział wzięli wojewoda krakowski Mikołaj Kwaśniewski i kompania honorowa Wojska Polskiego. W 1980 r. spoczęła obok niego jego żona, Zofia z Zarzyckich, która po wojnie pracowała w redakcji "Tygodnika Powszechnego". 19 listopada 2023 na jego grobie ustawiono i poświęcono nowy nagrobek, ufundowany przez krakowski oddział IPN.

## Życie prywatne
Trzykrotnie żonaty. Z pierwszą żoną, Marią Daisenberg, pochodzącą z lwowskiej rodziny o austriackich korzeniach, miał syna Jerzego Schroedera, który w czasie II wojny światowej był żołnierzem Batalionu „Skała” AK, a po wojnie profesorem Politechniki Wrocławskiej. Jego wnuczka, Teresa (ur. w 1939 r. we Lwowie), wyszła za mąż za artystę-malarza Franciszka Starowieyskiego. 

## Ordery i odznaczenia
- Krzyż Niepodległości (4 listopada 1933)[11]
- Krzyż Walecznych
- Złoty Krzyż Zasługi (9 listopada 1931)[12]

## Twórczość
- Chwile. Poezje (Warszawa 1907).
- Echa (Lwów 1914) – zbiór wierszy.
- Ostatni Hamlet (Lwów 1910) – opowiadania o tematyce psychologicznej.
- Pani Rokicka. Epizod jednej nocy (Wiedeń 1916, 2. wyd. Chicago 1917) – opowiadanie o walce Legionów Polskich.
- Hrabia (Lwów 1918, 2. wyd. Lwów 1925).
- Katalog wystawy sztuki współczesnej (Lwów 1918, 2 wyd. 1923).
- Orlęta (z walk lwowskich) (Lwów 1919, kilka wydań) – opowiadania o polsko-ukraińskich walkach o Lwów, przełożone na język francuski (Les lionceaux, tłum. Helena Broel-Plater Mycielska, wstęp Paul Cazin, Paris 1930) oraz szwedzki (Örnungarna, tłum. Karl-Gustav Fellenius, Stockholm 1934).
- Śladem błękitnym. O sztuce i jej twórcach (Lwów 1921) – zbór sylwetek współczesnych malarzy polskich z przedmową Leona Piwińskiego.
- Tajemnice teatru (Lwów 1922) – antologia tekstów o problematyce teatralnej.
- Awantury teatralne (Lwów 1927) – zbiór felietonów.
- Rozkaz. Sztuka w jednym akcie z czasów walk legjonowych (Lwów 1930).
- Światła na wodzie (Warszawa 1932) – zbiór nowel.
- W latarni (Kraków 1933) – powieść.